# Golfe nos Jogos Pan-Americanos de 2023
As competições de golfe nos Jogos Pan-Americanos de 2023 em Santiago, Chile, foram realizadas entre 2 e 5 de novembro de 2023 no Prince of Wales Country Club, localizado em La Reina. Um total de dois eventos foram disputados: uma competição individual para homens e outro para mulheres.

## Qualificação
Um total de 64 golfistas (32 por gênero) poderiam se classificar para competir. Cada Comitê Olímpico Nacional poderia inscrever no máximo quatro competidores (dois por gênero). A nação anfitriã, Chile, classificou automaticamente o número máximo de golfistas (4). O restante das vagas foram baseadas no Ranking Mundial de Golfe Oficial e no Ranking Mundial de Golfe Feminino de 3 de julho de 2023. As vagas restantes foram alocadas usando o Ranking Mundial de Golfe Amador em 3 de julho de 2023.

## Calendário
Abaixo está o calendário para as competições de golfe:
| R1 | Rodada 1 | R2 | Rodada 2 | R3 | Rodada 3 | R4 | Rodada 4/Final |

| DataEvento           | Qui 2 nov | Sex 3 nov | Sáb 4 nov | Dom 5 nov |
| -------------------- | --------- | --------- | --------- | --------- |
| Individual masculino | R1        | R2        | R3        | R4        |
| Individual feminino  | R1        | R2        | R3        | R4        |

## Nações participantes
Ao todo, 21 CONs qualificaram pelo menos um golfista em um dos eventos, com a quantidade de competidores entre parênteses.
- ARG Argentina (4)
- BAH Bahamas (1)
- BAR Barbados (1)
- BOL Bolívia (4)
- BRA Brasil (4)
- CAN Canadá (4)
- CHI Chile (4)
- COL Colômbia (4)
- EAI Equipe de Atletas Independentes (2)
- ECU Equador (3)
- USA Estados Unidos (4)
- CAY Ilhas Cayman (1)
- ISV Ilhas Virgens Americanas (1)
- MEX México (4)
- PAN Panamá (4)
- PAR Paraguai (4)
- PER Peru (4)
- PUR Porto Rico (2)
- TTO Trinidad e Tobago (1)
- URU Uruguai (2)
- VEN Venezuela (4)

## Medalhistas
| Evento                        | Ouro                      | Prata                        | Bronze                           |
| ----------------------------- | ------------------------- | ---------------------------- | -------------------------------- |
| Individual masculino detalhes | Abraham Ancer MEX México  | Sebastián Muñoz COL Colômbia | Dylan Menante USA Estados Unidos |
| Individual feminino detalhes  | Sofía García PAR Paraguai | Mariajo Uribe COL Colômbia   | Alena Sharp CAN Canadá           |

## Quadro de medalhas
| Ordem | País               | Medalha de ouro | Medalha de prata | Medalha de bronze |   |
| ----- | ------------------ | --------------- | ---------------- | ----------------- | - |
| 1     | MEX México         | 1               |                  |                   | 1 |
|       | PAR Paraguai       | 1               |                  |                   | 1 |
| 3     | COL Colômbia       |                 | 2                |                   | 2 |
| 4     | CAN Canadá         |                 |                  | 1                 | 1 |
|       | USA Estados Unidos |                 |                  | 1                 | 1 |
| TOTAL | TOTAL              | 2               | 2                | 2                 | 6 |